# 西氏擬長頜魚
西氏擬長頜魚，為輻鰭魚綱骨舌魚目象鼻魚科的其中一種。分布於非洲索馬利亞Juba河流域，體長可達35.5公分。